# Албано-итальянские отношения
Албано-итальянские отношения — двусторонние дипломатические отношения между Албанией и Италией, восстановленные в 1949 году.

## История
Италия участвовала в создании албанского государства — согласно Органическому статуту 1914 года Италия была одной из стран-гарантов независимости Албании. В 1939 году Италия оккупировала Албанию и управляла ею до 1943 года. Дипломатические отношения между Албанией и Италией были восстановлены в 1949 году. В июне 1950 года между Албанией и Италией были подписаны торговые соглашения.